# Susana Costa
Susana Cristina Saíde da Costa (Setúbal, 22 de setembro de 1984) é uma atleta portuguesa, especialista no triplo salto. Disputou, em 2014, o Campeonato Europeu, realizado em Zurique, onde obteve a oitava posição. Participou também nos Jogos da Lusofonia em 2006, e no Campeonato Ibero-americano de Atletismo em 2012, tendo conquistado as medalhas de prata e ouro, respetivamente.
Tem como recordes pessoais, 14,35 metros na competição ao ar livre (Londres 2017) e 14,43 metros em pista coberta (Glasgow 2019). A nível de equipas, representa, actualmente, a Academia Fernanda Ribeiro.

## Participação olímpica
Disputou, ao lado da atleta Patrícia Mamona, os Jogos Olímpicos de 2016, realizados na cidade do Rio de Janeiro, no Brasil.

## Registo da competição

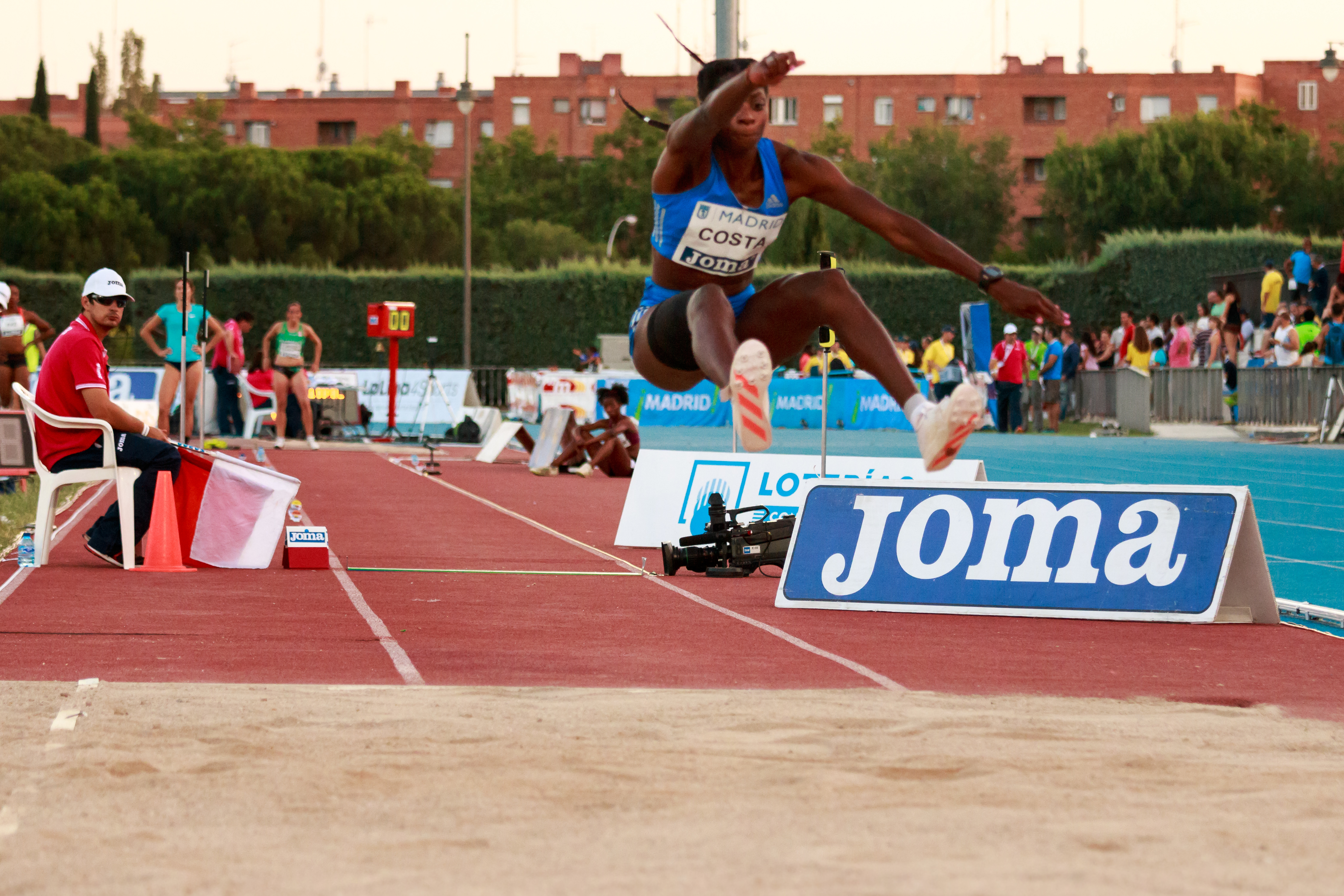
Susana Costa (Triplo salto, Meeting Madrid 2017)

| Ano                    | Competição                          | Local                     | Posição                | Evento                 | Notas                  |
| A representar Portugal | A representar Portugal              | A representar Portugal    | A representar Portugal | A representar Portugal | A representar Portugal |
| ---------------------- | ----------------------------------- | ------------------------- | ---------------------- | ---------------------- | ---------------------- |
| 2004                   | Campeonato Ibero-americano          | Huelva, Espanha           | 6.ª                    | Triplo salto           | 12,91 m                |
| 2006                   | Jogos da Lusofonia                  | Macau, China              | 2.ª                    | Triplo salto           | 12,46 m                |
| 2007                   | Campeonato Europeu em Pista Coberta | Birmingham, Reino Unido   | 12.ª (q)               | Triplo salto           | 13,43 m                |
| 2012                   | Campeonato Ibero-americano          | Barquisimeto, Venezuela   | 1.ª                    | Triplo salto           | 13,78 m                |
| 2012                   | Campeonatos Europeu                 | Helsínquia, Finlândia     | 13.ª (q)               | Triplo salto           | 13,99 m                |
| 2013                   | Campeonato Europeu em Pista Coberta | Gotemburgo, Suécia        | 12.ª (q)               | Triplo salto           | 13,74 m                |
| 2014                   | Campeonato Europeu                  | Zurique, Suíça            | 8.ª                    | Triplo salto           | 13,78 m                |
| 2015                   | Campeonato Europeu em Pista Coberta | Praga, República Checa    | 14.ª (q)               | Triplo salto           | 13,78 m                |
| 2015                   | Campeonato Mundial                  | Pequim, China             | —                      | Triplo salto           | NM                     |
| 2016                   | Campeonato Europeu                  | Amesterdão, Países Baixos | 5.ª                    | Triplo salto           | 14,34                  |
| 2016                   | Jogos Olímpicos                     | Rio de Janeiro, Brasil    | 9.ª                    | Triplo salto           | 14,12 m                |